# Een zuil in de mist
Een zuil in de mist. Van en over Louis Couperus is een bundel essays van Frédéric Bastet gewijd aan de schrijver Louis Couperus die verscheen in 1980 bij Em. Querido's Uitgeverij.

## Geschiedenis
Begin jaren 50 had de jonge archeoloog Frédéric Bastet (1926-2008) voor het eerst publiekelijk bemoeienis met de schrijver Louis Couperus (1863-1923). Die eerste bemoeienis was geweest met een rekest over de uitgave van de Verzamelde werken (1952-1957) van Couperus waarrond de zogenaamde Couperus-rel zich ontketende. Vervolgens had hij (onder het pseudoniem Bas den Ouden) een negatieve kritiek geleverd op de Couperusbiografie van Hendrik Willem van Tricht in 1961. Daarna bezorgde Bastet in 1977 de omvangrijkste verzameling van brieven van Couperus, die aan zijn uitgever Lambertus Jacobus Veen (1863-1919). Vanaf 1975 publiceerde hij ook verschillende artikelen over de Haagse schrijver.

### Uitgave
In 1980 werden verscheidene van die artikelen gebundeld in Een zuil in de mist. Behalve die artikelen werd er ook het even daarvoor ontdekte en bij Sub Signo Libelli gepubliceerde, tot dan ongepubliceerde romanfragment van Couperus, Zijn aangenomen zoon met toelichting in opgenomen; het enige ongepubliceerde artikel in de bundel was: 'God en goden aan het einde'. Deze bundel werd algemeen positief ontvangen. Bastet hield daarna door het hele land lezingen over Couperus en ontving daardoor veel informatie die hij verwerkte in later verschenen publicaties. Naar aanleiding van de brievenuitgave en deze bundel werd Bastet gedoodverfd als (toekomstige) biograaf van Couperus, hetgeen in 1987 inderdaad zijn beslag zou krijgen. Deze bundel en de lezingen zorgden voor het begin van de revival van de belangstelling voor Couperus, die na de verschijning van de Couperusbiografie tot een echte opleving zou leiden.
In zijn biografie uit 1987 gaf Bastet aan dat daarmee deze bundel overbodig en achterhaald was geworden; de bundel kende slechts een druk.

#### Waardering
Behalve positieve kritiek in de pers ontving de bundel ook anderszins een positief onthaal. Het werk kreeg de Littéraire Witte Prijs die in 1981 voor de derde maal werd uitgereikt door de Nieuwe of Littéraire Sociëteit De Witte.